# Oxytropis sumneviczii
Oxytropis sumneviczii är en ärtväxtart som beskrevs av Porphyriy Nikitich Krylov. Oxytropis sumneviczii ingår i släktet klovedlar, och familjen ärtväxter. Inga underarter finns listade i Catalogue of Life.